# 藤沢朋斎
藤沢 朋斎（ふじさわ ほうさい、1919年（大正8年）3月5日 - 1992年（平成4年）8月2日）は、囲碁棋士。本名は藤沢庫之助（ふじさわ くらのすけ）。神奈川県出身。日本棋院の大手合による昇段制度初の九段。呉清源と3度の十番碁を戦った。棋風は深い読みに裏付けられた力戦派で、「ダンプカー級の突進力」などと形容された。また白番のマネ碁を多く試みたが、シチョウを利用したマネ碁対策が現われてからは成績は芳しくなかった。藤沢秀行名誉棋聖は年下の叔父（母の弟）、小島高穂九段は甥（姉の子）、藤澤一就八段は従弟、藤沢里菜四段は従姪にあたる。
安倍吉輝は、入段した後に藤沢の門下となる。

## 経歴

### 先番無敵
神奈川県横浜市に生まれ、祖父重五郎（藤沢秀行の父）などの影響で碁を始める。1930年に姉とともに日本棋院院生となり、1933年入段。本因坊秀哉に可愛がられたとされる。1934年に國民新聞の若手棋士による勝ち抜き戦で、10人抜きを達成。1938年四段時に、東京日日新聞主催の対六段戦で5戦全勝。1942年六段で、前年からの雁金準一と呉清源の十番碁に続いて、雁金の率いる瓊韻社の渡辺昇吉六段と十番碁を打ち、3連勝して打ち切りとなった。この頃は堅実な碁風で、黒番不敗とも言われた。
この頃、高川格、坂田栄男とともに日本棋院若手三羽烏と呼ばれた。
1943年には呉清源八段と十番碁（第一次）を行い、藤沢定先で7局目まで3勝4敗であったが、3連勝して6勝4敗とした。1943年から始まった第3期本因坊戦予選では七段で出場し、八段級予選で4戦全勝して上位3人による挑戦者決定リーグに入るが、岩本薫七段に敗れる。次いで橋本宇太郎との十番碁が行われるが、3局までで中止。1946年に木谷実、岩本薫、橋本宇太郎、藤沢による四強豪戦に出場するが、途中で中止となる。戦後、1946年七段時に「新夕刊」紙で木谷実八段との三番碁を打ち、1勝2敗で敗れた。同年八段。
1948年に杉内雅男五段ら若手棋士9名と黎明会を結成、会員はその後12名、続いて囲碁新社メンバー（前田陳爾、坂田栄男、梶原武雄、山部俊郎ら8名）が日本棋院復帰すると合流した。三段から八段まで全員が互先4目半コミ出しで対局するという仕組みで、棋譜は東京日日新聞に掲載されたが、1950年に東京日日新聞が毎日新聞に合併されて解散した。

### 九段昇段・十番碁
1949年に、大手合で九段に昇段。この時、関西棋院の橋本宇太郎八段から争碁が申し込まれたが、実現しなかった。またこの時期、呉清源は十番碁で橋本宇太郎、岩本薫を先相先に打ち込み、高段者総当たり十番碁の成績により1950年に九段に推挙され、史上初めて同時に二人の九段が存在することとなった。
1951年10月1日から毎日新聞主催で呉清源とのコミだしでの四番碁が行われ、4連敗する。同10月20日から、読売新聞主催で呉清源との第2次十番碁が開始され、2勝7敗1持碁で先相先に打ち込まれる。続いて1953年に呉清源と第3次十番碁を打ち、先相先で開始して6局目までで1勝5敗となり、定先に打込まれた。この敗戦の責任を取って藤沢は日本棋院を脱退した。
1954年からの橋本宇太郎との十番碁にも敗れる。1957年に朋斎と改名。同年本因坊戦で高川秀格に挑戦したが、2勝4敗で敗れる。1959年に日本棋院に復帰。この後も十段戦優勝など各棋戦で活躍。1992年4月に現役引退。
生涯成績1114局642勝469敗3持碁（勝率5割7分8厘）

### タイトル歴
- 王座戦 1958年
- 早碁名人戦 1960、61年
- 囲碁選手権戦 1962、65年
- 十段戦 1964年
- 早碁選手権戦 1972年

### 他の棋歴
- 十番碁など
  - 対呉清源十番碁（第一次）1942-47年 藤沢 6-4 呉（藤沢先）
  - 対呉清源四番碁 1951-52年 藤沢 0-4 呉（互先4目半コミ出し）
  - 対呉清源十番碁（第二次）1951-52年 藤沢 2-7-1 呉（互先、第9局まで呉6-2-1ジゴで先相先に打ち込まれる）
  - 対呉清源十番碁（第三次）1952-53年 藤沢 1-5 呉（藤沢先相先、第6局まで呉5-1で先に打ち込まれて打ち切り）
  - 対橋本宇太郎十番碁 1954-55年 藤沢 3-7 橋本（互先、第6局まで橋本5-1で先相先に打ち込まれる）
- 本因坊戦 挑戦者 1957年
- 十段戦 挑戦者 1968年
- 王座戦 挑戦者 1963年
- NHK杯テレビ囲碁トーナメント 準優勝 1955、57、60、67、69年
- 早碁選手権戦 準優勝 1969、71、73年
- 旧名人戦リーグ14期、本因坊戦リーグ13期
- 大手合第二部優勝 1933年後期、34年後期、第一部優勝 1937年前期、39年前期、40年後期、47年前期、49年前期

### 棋院理事
日本棋院において、1948-50年に棋士理事、1969-72年に政務理事、1975-78年には実務理事として編集と海外を担当して海外への棋士派遣を活発に行った。

### 受賞等
- 大倉賞 1988年
- 勲四等旭日小綬章 1991年
- 棋道賞 1969年棋道賞連勝賞（9連勝）、1971年敢闘賞

## 著作
- 『強くなる手筋（ゴ・スーパーブックス16）』日本棋院　1971年
- 『怒濤 藤沢朋斎 (芸の探究シリーズ4巻)』日本棋院 1977年
- 『藤沢朋斎 (上)(下) (現代囲碁大系20、21巻)』講談社 1980、83年

## マネ碁
オリジナルではないが、常用した戦法に白番マネ碁がある。相手の打った手に対して点対称の位置にマネをして打ち続け、相手が悪手を打った瞬間にマネをやめるというものである。1948年頃の大手合での木谷実戦で最初に試み、「創造性に欠ける」などと批判を浴びつつも信念でこの手法を使い続けた。
黒の対策はタイミングを見計らって天元に打つものと、中央に向けたシチョウを利用するものが考えられる。現在ではシチョウによるものが決定版とされており、こうした対策が進んだため藤沢のマネ碁の勝率は結局5割に満たず、藤沢の通算勝率が5割7分8厘であることを考えれば決して成功していたとは言いにくい。